# Pesta romana del 590
La pesta romana del 590 va ser una plaga local que va afectar la ciutat de Roma l'any 590. Va sorgir de la gran plaga de Justinià que s'estima que pot haver matat més de 100 milions d'europeus que va començar la dècada del 540 i es va estendre per altres parts del món.
Durant la pesta, va morir el papa Pelagi II i Gregori el Gran va ser elegit el seu successor. Gregori havia servit anteriorment com una espècie d'ambaixador papal anomenat apocrisiari a la cort romana d'Orient on probablement havia estat influenciat per les pràctiques romanes d'Orient. Constantinoble, que estava consagrat a la protecció de la Mare de Déu (Theotokos), tenia una pràctica mitjançant la qual es feien processons pels carrers de la ciutat de masses de fidels que cantessin els salms i les eleccions kyrie per consolar la ira de Déu. Gregori ho havia vist moltes vegades durant la seva estada a Constantinoble.
Quan la plaga es trobava a Roma el 590 i Gregori encara era diaca, va organitzar una processó per tenir lloc a Roma en què set grups realitzaren processons pels carrers de la ciutat i acabant a la basílica de Maria Major per demanar protecció a la Mare de Déu de la Protecció. Això potser era inusual en aquell moment, ja que Roma estava tradicionalment associada a la protecció de Sant Pere, però pot haver estat conseqüència de la influència romana d'Orient, ja que sovint es va sotmetre a la protecció de Maria en temps de crisi.
Els set grups processionals eren: 
1. clergat,
2. abats i monjos,
3. abadesses i monges,
4. homes,
5. dones casades,
6. vídues,
7. fills (inclosos potser també els pobres de Roma)[3]

Les processons van tenir lloc el 25 d'abril de 590.
El motiu de les processons va ser perquè les plagues i altres desastres nacionals es van interpretar típicament en aquell moment com el càstig de Déu per la pecadesa i, per tant, per apaivagar la ira de Déu, es van prendre aquestes mesures. Vuitanta persones es van morir durant les processons com a resultat de ser infectades per la pesta. Suposadament, Sant Miquel el Arcàngel va aparèixer amb una espasa flamant que es trobava a sobre del Mausoleu d'Adriana (que avui es coneix com a Castel Sant'Angelo precisament per aquesta història) i la va revestir quan es va apropar la processó. Això es va interpretar per significar que la ira de Déu que tenia s'havia revertit, i la plaga suposadament es va aturar en aquell moment, després del qual els fidels van agrair-ho a la Mare de Déu.